# 辛島美登里
辛島 美登里（からしま みどり、1961年〈昭和36年〉5月28日 - ）は日本のシンガーソングライター、作曲家。鹿児島県鹿児島市生まれ。鹿児島大学教育学部附属中学校、鹿児島県立鶴丸高等学校、奈良女子大学家政学部卒業。愛称は「ミリちゃん」、「辛島先生」（後者については後述）。

## 人物・概要
クリスマスシーズンの定番曲となった「サイレント・イヴ」をはじめ、さまざまな恋愛の機微を綴った歌で知られる。メロディーもさることながら、洗練された歌詞に対する評価が非常に高い。辛島の代表作に因み、俳人の黛まどかは「辛島聴く」を冬の季語に指定したほどである。1990年代以降、特にOLを中心とした女性のファンをはじめとして、男性のファンも多く現在も幅広い人気を得ている。
以後、コンスタントにアルバムを発売し続けており、カバーアルバム『Eternal-One』（2001年）のリリースを機に、他の歌手の作品のカバーにも積極的に取り組んでいる。
クリスマスの時期には、毎年クリスマスコンサートを開催し、bunkamuraや東京国際フォーラムでも行っていたが、1999年以降2008年までは東京芸術劇場（2006年はすみだトリフォニーホール）でオーケストラやゲストと共演する形で開催された。2009年はこれまでのクリスマスコンサートに代わるコンサート「WINTER PICTURE BOOK」を開催。
また、コンサートは以前はアルバムリリース前後に東京・大阪・名古屋を中心としたツアーをメインとしていたが、近年は地方でも積極的に公演活動を行っているほか、ピアノコンサートのように、ピアニストと2人だけで行うスタイルのコンサートも行っており、大人数が入るホールだけでなく、数百人規模の小規模ホールやライブハウスなどで行う形式が増えている。

## 経歴
1961年、鹿児島県鹿児島市に生まれる。父は公務員（鹿児島県庁の技術職）。家族は両親と兄。
鹿児島市立中郡小学校、鹿児島大学教育学部附属中学校を卒業後、1年予備校生活を送り（中3次に鹿児島県立甲南高等学校を受験するも不合格となり浪人）、鹿児島県立鶴丸高等学校に進学。同校を卒業後、奈良女子大学家政学部生活経営学科に入学。在学中は寮生活を送りながら、音楽部で活動する。
- 大学在学中の1983年10月2日に、自作の「雨の日」で第26回ヤマハポピュラーソングコンテスト（ポプコン）つま恋本選会に関西四国地区代表で出場、グランプリを獲得。その年の第14回世界歌謡祭・日本武道館にも出場した。グランプリは、磨香。中川淳子（のちの西脇唯）もいた。2020年9月21日の配信ライブでは、当時の衣装で歌った。
- この「雨の日」はビクター音楽産業からシングルとして発売（1984年3月21日）されており、厳密にはこの曲がデビュー曲である。また、同じく在学中に高等学校の家庭科教員免許を取得している。
- 1984年9月28日、ヤマハなんばセンターサロン CX-5を使ったデモンストレーションのゲスト出演。エレクトーン1984/12月号より。
- 1984年12月17日、大阪SABホールでの相曽晴日コンサートを見学。
- 1985年2月28日に奈良労音とヤマハの協力で卒業記念コンサートを実施。辛島美登里コンサート〜ミドリ・パーティー〜　奈良史跡文化センター　＠1200 定員850名　辛島さんのノルマ250名　奈良女のコーラス部との共演。
- 卒業後は上京し、ヤマハの寮に入りヤマハ音楽院で学ぶ。東京での最初の友達は相曽晴日で、2歳年下だが先輩（ポプコンエイジオンライン2020より）。
- トイズオフィスと契約しアルバイトをしながら本格的にソングライティングの勉強をする。
- 1987年、キングレコードからシングル「Midnight Shout」（OVA『魔境外伝レディウス』主題歌）でデビュー[4]。この他、当時の人気歌手、永井真理子へ「瞳・元気」を楽曲提供したことでも注目された。現在まで、永井以外にも数多くの歌手に楽曲提供している。

1989年、ファンハウスの永井担当だった金子文枝によるプロデュースで、シングル「時間旅行」を発売。公式プロフィールは「時間旅行」をデビュー曲としている。歌手としての活動はここから本格化した。
1990年、9月下旬にリリースしたシングル「笑顔を探して」がテレビアニメ『YAWARA!』主題歌、11月上旬にリリースした「サイレント・イヴ」がテレビドラマ『クリスマス・イブ』主題歌に、それぞれ採用されてヒットし、世間に認知される。「サイレント・イヴ」はオリコンチャート1位を獲得したほか、日本ゴールドディスク大賞ベスト5シングル賞を受賞した。この頃は、NHK-FMで土曜日15:00 - 18:00に『FMリクエストアワー』やTBSラジオで日曜日23:05 - 0:00に『ニューミュージックマインドポップス』などでDJを務めた。
1993年、事務所をトイズオフィスから、永井も所属していたエムエス・アーティスト・プロダクツ（MSAP、現在のエムエスエンタテインメント）に移籍。
1995年、レコード会社を東芝EMI（当時）へ移籍。同年発売のシングル「愛すること」（NHKドラマ新銀河『ラスト・ラブ』主題歌。1度バーの弾き語りシンガー役として出演した）がロングセラーになる。この曲で同年末の第37回日本レコード大賞作詞賞を受賞。通常は新曲を発売直後のアーティストが登場する『COUNT DOWN TV』のゲストライブのコーナーに、1996年に異例の登場。
2004年に東芝EMIを離れ、インディーズレーベル、Clover Recordsを立ち上げた。
2005年10月、新たに1時間のラジオ番組『マドンナたちの応援歌』がスタート、同月、2年9か月ぶりのシングル「そばにいたい」をリリースした。
2007年にはソニー・ミュージックダイレクト (SMDR / GT music) へ移籍、メジャーレーベルでの活動を再開。
2011年2月23日、「稲垣潤一&辛島美登里」名義によるデュエットナンバー、「思い出す度 愛おしくなる」をリリース。稲垣のシングル扱いではあるが5年4か月ぶりのシングルとなる。
2012年にはテイチクエンタテインメントのレーベル「コンチネンタル・スター」で小田和正のカバーアルバム「Love Letter」をリリース。
2016年11月、2020年に鹿児島県で行われる予定である『燃ゆる感動かごしま国体・燃ゆる感動かごしま大会』（コロナ禍のため2023年に延期され特別大会として開催予定）のイメージソングの制作を担当することが発表され、『ゆめ〜KIBAIYANSE〜』を作詞・作曲・歌唱した。「頑張って」を意味する鹿児島の方言「キバイヤンセ」を入れた応援ソングとなっている。

## ディスコグラフィ

### シングル
| #                                                 | 発売日           | タイトル                     | B面                                         | 規格             | 規格品番         |
| ビクター音楽産業                                  | ビクター音楽産業 | ビクター音楽産業             | ビクター音楽産業                            | ビクター音楽産業 | ビクター音楽産業 |
| ------------------------------------------------- | ---------------- | ---------------------------- | ------------------------------------------- | ---------------- | ---------------- |
| 1st                                               | 1984年3月21日    | 雨の日                       | 心の街                                      | EP               | SV-7375          |
| スターチャイルド                                  |                  |                              |                                             |                  |                  |
| 2nd                                               | 1987年11月21日   | Midnight Shout               | Smile For You                               | EP               | K07S-10233       |
| 3rd                                               | 1988年2月21日    | Last No                      | モノローグを染めて                          | EP               | K07S-10242       |
| ファンハウス                                      |                  |                              |                                             |                  |                  |
| 4th                                               | 1989年6月25日    | 時間旅行                     | 最後の手紙                                  | 8cmCD            | OOFD-4018        |
| 5th                                               | 1989年9月25日    | 黄昏を追い抜いて             | 輝きの瞬間                                  | 8cmCD            | FHCF-2387        |
| 6th                                               | 1990年2月1日     | ツバメ                       | 春は旅立ち                                  | 8cmCD            | FHDF-1007        |
| 7th                                               | 1990年5月23日    | Emerald Dream                | あなたにかえれない                          | 8cmCD            | FHDF-1020        |
| 8th                                               | 1990年9月26日    | 笑顔を探して                 | 夢をつないで                                | 8cmCD            | FHDF-1049        |
| 9th                                               | 1990年11月7日    | サイレント・イヴ             | Merry Christmas To You                      | 8cmCD            | FHDF-1060        |
| 9th                                               | 1991年10月25日   | サイレント・イヴ             | Merry Christmas To You                      | 8cmCD            | FHDF-1129        |
| 10th                                              | 1991年2月27日    | 夢の中で〜Graduation〜       | 裸足のエリーゼ                              | 8cmCD            | FHDF-1081        |
| 11th                                              | 1991年6月19日    | オリーブの休日               | 恋はシャッフル                              | 8cmCD            | FHDF-1097        |
| 12th                                              | 1991年9月25日    | 夏色物語                     | 黄昏を追い抜いて (New Version)              | 8cmCD            | FHDF-1118        |
| 13th                                              | 1992年2月1日     | 夕映え                       | Birthday                                    | 8cmCD            | FHDF-1153        |
| 14th                                              | 1992年5月16日    | あなたは知らない             | See You Again                               | 8cmCD            | FHDF-1176        |
| 15th                                              | 1992年10月21日   | 美しい地球                   | いつかきっと微笑みへ                        | 8cmCD            | FHDF-1225        |
| 16th                                              | 1992年12月2日    | 瞳・元気 〜都会のひまわり〜  | 一人のSeason 〜想い出のXmas〜               | 8cmCD            | FHDF-1241        |
| 17th                                              | 1993年3月3日     | チャンスの卵                 | さよならを言わなきゃ                        | 8cmCD            | FHDF-1259        |
| 18th                                              | 1993年6月23日    | Half and Half 〜私自身〜     | 悲しい時に涙がでない                        | 8cmCD            | FHDF-1286        |
| 19th                                              | 1993年11月1日    | それぞれのメリー・クリスマス | 私は泣かない                                | 8cmCD            | FHDF-1327        |
| 20th                                              | 1994年2月23日    | くちづけの予感               | 1・2・3! one-too-three                      | 8cmCD            | FHDF-1364        |
| 21st                                              | 1994年5月25日    | 流されながら                 | 遠い夏の日                                  | 8cmCD            | FHDF-1386        |
| 東芝EMI / TM FACTORY                              |                  |                              |                                             |                  |                  |
| 21st                                              | 1995年1月25日    | 水の星座                     | メトロの朝                                  | 8cmCD            | TODT-3413        |
| 22nd                                              | 1995年5月31日    | 平凡                         | 恋も仕事も (ニューアレンジメントバージョン) | 8cmCD            | TODT-3496        |
| 23rd                                              | 1995年8月2日     | 愛すること                   | 明日へのターン                              | 8cmCD            | TODT-3533        |
| 24th                                              | 1996年1月31日    | くちづけは永遠に終わらない   | 星に願いを                                  | 8cmCD            | TODT-3645        |
| 25th                                              | 1996年8月28日    | あなたの愛になりたい         | Woman                                       | 8cmCD            | TODT-3769        |
| 26th                                              | 1997年5月28日    | Change                       | 虹の地球                                    | 8cmCD            | TODT-3966        |
| 27th                                              | 1997年11月27日   | 交差点                       | Time Loop                                   | 8cmCD            | TODT-5069        |
| 28th                                              | 1998年2月25日    | 湖                           | You'll be alright soon                      | 8cmCD            | TODT-5113        |
| 29th                                              | 1998年7月17日    | あなたを愛している           | 誰にも言えない恋だから                      | 8cmCD            | TODT-5169        |
| 東芝EMI / EXPRESS                                 |                  |                              |                                             |                  |                  |
| 30th                                              | 2000年11月29日   | 楓                           | 星影の小径                                  | Maxi             | TODT-5169        |
| 30th                                              | 2000年11月29日   | 楓                           | サイレント・イヴ                            | Maxi             | TODT-5169        |
| 31st                                              | 2001年1月24日    | さよならを待ってる           | 2人のDIFFERENCE                             | Maxi             | TOCT-4271        |
| 32nd                                              | 2003年1月16日    | 2nd Hometown                 | a piece of love 〜mon voyage〜              | CCCD             | TOCT-4448        |
| 32nd                                              | 2003年1月16日    | 2nd Hometown                 | 再会 〜part1〜                              | CCCD             | TOCT-4448        |
| Clover Records (販売元:ユニバーサル ミュージック) |                  |                              |                                             |                  |                  |
| 33rd                                              | 2005年10月26日   | そばにいたい                 | 紅葉空                                      | Maxi             | POCS-5003        |
| 33rd                                              | 2005年10月26日   | そばにいたい                 | birdcall 〜約束〜                           | Maxi             | POCS-5003        |

### デュエットシングル
| 発売日                   | タイトル                 | c/w                      | 規格品番                 | 販売元                    |
| 稲垣潤一&辛島美登里 名義 | 稲垣潤一&辛島美登里 名義 | 稲垣潤一&辛島美登里 名義 | 稲垣潤一&辛島美登里 名義 | 稲垣潤一&辛島美登里 名義  |
| ------------------------ | ------------------------ | ------------------------ | ------------------------ | ------------------------- |
| 2011年2月23日            | 思い出す度 愛おしくなる  | PIECE OF MY WISH         | UICZ-5051                | ユニバーサル ミュージック |

### アルバム

#### オリジナル・アルバム
|                          | 発売日         | タイトル                       | 規格         | 規格品番     |
| ファンハウス             | ファンハウス   | ファンハウス                   | ファンハウス | ファンハウス |
| ------------------------ | -------------- | ------------------------------ | ------------ | ------------ |
| 1st                      | 1989年7月25日  | Gently                         | CD           | 00FD-7113    |
| 2nd                      | 1990年5月23日  | Good Afternoon                 | CD           | FHCF-1060    |
| 3rd                      | 1991年2月27日  | GREEN                          | CD           | FHCF-1112    |
| 4th                      | 1992年3月4日   | Birthday                       | CD           | FHCF-1174    |
| 5th                      | 1993年1月27日  | BEAUTIFUL                      | CD           | FHCF-2060    |
| 6th                      | 1994年3月9日   | NIGHT & DAY                    | CD           | FHCF-2152    |
| 東芝EMI / TM FACTORY     |                |                                |              |              |
| 7th                      | 1995年2月22日  | IN YOUR EYES                   | CD           | TOCT-8809    |
| 8th                      | 1996年1月31日  | 恋愛事情〜reasons of love〜    | CD           | TOCT-9347    |
| 9th                      | 1997年1月16日  | 果実                           | CD           | TOCT-9765    |
| 10th                     | 1998年3月15日  | 12k                            | CD           | TOCT-10212   |
| 11th                     | 1999年12月8日  | Snowdrop                       | CD           | TOCT-24287   |
| 東芝EMI / EXPRESS        |                |                                |              |              |
| 12th                     | 2002年3月6日   | Melting 〜心の橋、涙のかけら〜 | CD           | TOCT-24732   |
| 13th                     | 2003年2月26日  | やまとなでしこ                 | CCCD         | TOCT-24943   |
| Sony Music Direct        |                |                                |              |              |
| 14th                     | 2007年11月21日 | Bouquet Garni                  | SACD         | MHCL-10087   |
| ユニバーサルミュージック |                |                                |              |              |
| 15th                     | 2014年11月26日 | colorful                       | CD           | UICZ-4313    |

#### カバー・アルバム
|                                                     | 発売日            | タイトル          | 規格              | 規格品番          |                   |
| 東芝EMI / EXPRESS                                   | 東芝EMI / EXPRESS | 東芝EMI / EXPRESS | 東芝EMI / EXPRESS | 東芝EMI / EXPRESS | 東芝EMI / EXPRESS |
| --------------------------------------------------- | ----------------- | ----------------- | ----------------- | ----------------- | ----------------- |
| 1st                                                 | 2001年2月21日     | Eternal-One       | CD                | TOCT-24541        |                   |
| テイチクエンタテインメント / コンチネンタル・スター |                   |                   |                   |                   |                   |
| 2nd                                                 | 2012年9月19日     | Love Letter       | CD                | TECG-30066        |                   |
| ユニバーサルミュージック                            |                   |                   |                   |                   |                   |
| 3rd                                                 | 2017年10月25日    | cashmere          | CD                | UICZ-4408         |                   |

#### ライブ・アルバム
|              | 発売日        | タイトル     | 規格                | 規格品番          |
| ファンハウス | ファンハウス  | ファンハウス | ファンハウス        | ファンハウス      |
| ------------ | ------------- | ------------ | ------------------- | ----------------- |
| 1st          | 1993年7月21日 | ARRANGEMENT  | CD+8cmCD （初回盤） | FHCF-2099/PDF-540 |
| 1st          | 1993年7月21日 | ARRANGEMENT  | CD （通常盤）       | FHCF-2099         |

#### ベスト・アルバム
|                                     | 発売日         | タイトル                               | 規格           | 規格品番       |
| キングレコード                      | キングレコード | キングレコード                         | キングレコード | キングレコード |
| ----------------------------------- | -------------- | -------------------------------------- | -------------- | -------------- |
| 1st                                 | 1991年6月21日  | MEMORIES                               | CD             | KICS-113       |
| ファンハウス                        |                |                                        |                |                |
| 2nd                                 | 1991年10月25日 | Zinc White                             | CD             | FHCF-1147      |
| 3rd                                 | 1994年10月5日  | SILENT EVE〜BALLAD SELECTION〜         | CD             | FHCF-2183      |
| 4th                                 | 1995年3月25日  | Hello Goodbye                          | CD             | FHCF-2218      |
| 5th                                 | 1997年6月21日  | SINGLES                                | CD             | FHCF-2387      |
| 東芝EMI / TM FACTORY                |                |                                        |                |                |
| 7th                                 | 1999年1月20日  | EVER GREEN MIDORI KARASHIMA BEST ALBUM | CD             | TOCT-24056     |
| BMGファンハウス                     |                |                                        |                |                |
| 8th                                 | 2004年12月22日 | GOLDEN☆BEST 辛島美登里                 | CD             | BVCK-38088     |
| Sony Music Direct                   |                |                                        |                |                |
| 9th                                 | 2010年8月4日   | オールタイム・ベスト                   | CD             | MHCL-1790      |
| キングレコード                      |                |                                        |                |                |
| 10th                                | 2011年6月8日   | 辛島美登里 パーフェクト・ベスト        | CD             | KICS-1658      |
| EMIミュージック・ジャパン / EXPRESS |                |                                        |                |                |
| 11th                                | 2011年11月23日 | ゴールデン☆ベスト 辛島美登里 EMI YEARS | CD             | TOCT-11281     |
| ユニバーサルミュージック            |                |                                        |                |                |
| 12th                                | 2019年2月27日  | Carnation                              | CD             | UICZ-4444      |

#### セルフカバー・ベスト・アルバム
|                | 発売日         | タイトル                              | 規格           | 規格品番       |
| Clover Records | Clover Records | Clover Records                        | Clover Records | Clover Records |
| -------------- | -------------- | ------------------------------------- | -------------- | -------------- |
| 1st            | 2004年5月26日  | Smile and Tears〜微笑みの島〜         | CD             | MSAPA-1001     |
| 2nd            | 2004年10月13日 | Smile and Tears〜涙が虹にかわる瞬間〜 | CD             | MSAPA-1003     |

### ビデオ
|                      | 発売日         | タイトル                          | 規格         | 規格品番     |              |
| ファンハウス         | ファンハウス   | ファンハウス                      | ファンハウス | ファンハウス | ファンハウス |
| -------------------- | -------------- | --------------------------------- | ------------ | ------------ | ------------ |
| 1st                  | 1990年2月21日  | Emerald Dream                     | VSD          | FHFF-1003    |              |
| 2nd                  | 1990年12月10日 | サイレント・イヴ                  | VSD          | FHFF-1012    |              |
| 3rd                  | 1991年4月1日   | 夢の中で〜Graduation〜            | VSD          | FHFF-1015    |              |
| 4th                  | 1992年5月25日  | Birthday                          | VHS          | FHVF-1054    |              |
| 4th                  | 1992年5月25日  | Birthday                          | LD           | FHLF-1054    |              |
| 東芝EMI / TM FACTORY |                |                                   |              |              |              |
| 5th                  | 1997年11月27日 | Crossing                          | VHS          | TOVF-1273    |              |
| 5th                  | 1997年11月27日 | Crossing                          | LD           | TOLF-1273    |              |
| BMGファンハウス      |                |                                   |              |              |              |
| 6th                  | 2005年7月6日   | CLIP集                            | DVD          | BVBH-41030   |              |
| apart.RECORDS        |                |                                   |              |              |              |
| 6th                  | 2006年12月6日  | LIFE GOES ON LIVE                 | DVD          | JBMD-0040    |              |
| BSフジ               |                |                                   |              |              |              |
| 7th                  | 2009年10月29日 | 辛島美登里 Symphonic Xmas Concert | DVD          | XQAE-2009    |              |

### 参加作品
| 発売日         | 商品名                                          | 歌                                     | 楽曲                             | 備考 |
| -------------- | ----------------------------------------------- | -------------------------------------- | -------------------------------- | --- |
| 1987年12月5日  | 魔境外伝レディウス オリジナル・サウンドトラック | 辛島美登里                             | 「Midnight Shout」               | OVA『魔境外伝レディウス』関連曲                                                                          |
| 1987年12月5日  | 魔境外伝レディウス オリジナル・サウンドトラック | 辛島美登里                             | 「Smile For You」                | OVA『魔境外伝レディウス』関連曲                                                                          |
| 1988年4月5日   | Aura Battler Dunbine PALLADIUM                  | 辛島美登里                             | 「Last No」                      | OVA『聖戦士ダンバイン』関連曲                                                                            |
| 1988年4月5日   | Aura Battler Dunbine PALLADIUM                  | 辛島美登里                             | 「モノローグを染めて」           | OVA『聖戦士ダンバイン』関連曲                                                                            |
| 1988年11月5日  | 竜世紀<AD1990〜RC297> 冬の街へ                  | 辛島美登里                             | 「Purple sights」                | OVA『竜世紀 魔章 R.C.297 ルリシア』エンディングテーマ                                                    |
| 1988年11月5日  | 竜世紀<AD1990〜RC297> 冬の街へ                  | 辛島美登里                             | 「さよならのかわりに」           | OVA『竜世紀 神章A.D 1990 璃子』エンディングテーマ                                                        |
| 1988年11月5日  | 竜世紀<AD1990〜RC297> 冬の街へ                  | 辛島美登里                             | 「Purple sights〜冬の街へ〜」    | OVA『竜世紀』関連曲                                                                                      |
| 1989年2月21日  | 妖魔                                            | 辛島美登里                             | 「未来（あした）へのプロローグ」 | OVA『妖魔』エンディングテーマ                                                                            |
| 1989年2月21日  | 妖魔                                            | 辛島美登里                             | 「妖魔数え唄」                   | OVA『妖魔』挿入歌                                                                                        |
| 1989年11月16日 | MERRY CHRISTMAS TO YOU                          | 辛島美登里                             | 「Silent Night －祈り－」        | |
| 1989年11月16日 | MERRY CHRISTMAS TO YOU                          | 辛島美登里                             | 「星空のクリスマスパーティ」     | |
| 1989年11月16日 | MERRY CHRISTMAS TO YOU                          | 小林明子・永井真理子・麗美・辛島美登里 | 「MERRY CHRISTMAS TO YOU」       | |
| 1989年11月16日 | MERRY CHRISTMAS TO YOU                          | 小林明子・永井真理子・麗美・辛島美登里 | 「The Christmas Song」           | |
| 1991年11月20日 | KEEP CHRISTMAS WITH YOU                         | 辛島美登里・麗美・藤井宏一・遠藤京子   | 「Keep Christmas With You」      | |
| 1991年11月20日 | KEEP CHRISTMAS WITH YOU                         | 辛島美登里                             | 「サイレント・イヴ」             | TBS系『クリスマス・イヴ』主題歌                                                                          |
| 1991年11月20日 | KEEP CHRISTMAS WITH YOU                         | 辛島美登里                             | 「Merry Christmas To You」       | |
| 1995年12月20日 | オフ・オフ・マザーグース                        | 辛島美登里 & 露木茂                    | 「かわいい娘さん」               | |
| 1999年11月10日 | tribute to REBECCA DREAM DISCOVERY              | 辛島美登里                             | 「真夏の雨」                     | レベッカのトリビュート・アルバム                                                                         |
| 2004年5月19日  | 山口百恵トリビュート Thank You For…             | 辛島美登里                             | 「プレイバックPart2」            | 山口百恵のトリビュート・アルバム                                                                         |
| 2008年11月19日 | 男と女 -TWO HEARTS TWO VOICES-                  | 稲垣潤一 & 辛島美登里                  | 「PIECE OF MY WISH」             | 稲垣潤一のアルバム。                                                                                     |
| 2009年11月     | 親鸞さま ねがい、そして ひかり。                | 辛島美登里                             | 「きっと、また会えるね」         | OVA『親鸞さま ねがい、そして ひかり。』関連曲                                                            |
| 2012年10月24日 | 『KoN 〜Nuevo Impacto〜                         | KoN with 辛島美登里                    | 「愛はどこに」                   | 韓国を代表するヴァイオリニスト、KoNの1stミニアルバム。東海テレビ・フジテレビ系昼ドラ「赤い糸の女」主題歌 |
| 2016年9月7日   | DO MY BEST II                                   | 岡村孝子 Chorus 辛島美登里、平松愛理   | 「Hello」                        | 岡村孝子のソロデビュー30周年アニバーサリー・ソング                                                       |

### タイアップ
| 曲名                                        | タイアップ                                                                                          | 収録作品                                 |
| ------------------------------------------- | --------------------------------------------------------------------------------------------------- | ---------------------------------------- |
| Midnight Shout                              | 東宝オリジナル・ビデオアニメーション『魔境外伝レディウス』主題歌                                    | シングル「Midnight Shout」               |
| Smile For You                               | オリジナル・ビデオアニメーション『魔境外伝レディウス』挿入歌                                        | シングル「Midnight Shout」               |
| Last No                                     | オリジナル・ビデオアニメーション『聖戦士ダンバイン』主題歌                                          | シングル「Last No」                      |
| 黄昏を追い抜いて                            | TBS系『月曜ドラマスペシャル』主題歌                                                                 | シングル「黄昏を追い抜いて」             |
| 輝きの瞬間                                  | 丸善建設 CMソング                                                                                   | シングル「黄昏を追い抜いて」             |
| ツバメ                                      | TBS系『月曜ドラマスペシャル』主題歌                                                                 | シングル「ツバメ」                       |
| 笑顔を探して                                | よみうりテレビ系アニメ『YAWARA!』エンディングテーマ                                                 | シングル「笑顔を探して」                 |
| 夢をつないで                                | NHK FM『サウンド夢工房』テーマ曲                                                                    | シングル「笑顔を探して」                 |
| サイレント・イヴ                            | TBS系『クリスマス・イブ』主題歌                                                                     | シングル「サイレント・イヴ」             |
| 夢の中で〜Graduation〜                      | MBS系『地球ZIG ZAG』主題歌                                                                          | シングル「夢の中で〜Graduation〜」       |
| 恋はシャッフル                              | 出雲殿「ハニーハネムーン」CMソング                                                                  | アルバム『GREEN』                        |
| あなたは知らない                            | TBS系ドラマ「愛はどうだ」主題歌                                                                     | シングル「あなたは知らない」             |
| See You Again                               | 関西テレビ『100戦クイズチャンプ』エンディングテーマ                                                 | シングル「あなたは知らない」             |
| チャンスの卵                                | 長崎オランダ村ハウステンボスCMソング                                                                | シングル「チャンスの卵」                 |
| 恋も仕事も (ニューアレンジメントバージョン) | 小田急電鉄「箱根周遊記」キャンペーンイメージソング                                                  | シングル「平凡」                         |
| 愛すること                                  | NHKドラマ新銀河『ラスト・ラブ』主題歌                                                               | シングル「愛すること」                   |
| くちづけは永遠に終わらない                  | テレビ朝日系『OH!エルくらぶ』エンディングテーマ                                                     | シングル「くちづけは永遠に終わらない」   |
| Be with you                                 | 日本テレビ系『ザ・サンデー』エンディングテーマ                                                      | アルバム『恋愛事情 〜reasons of love〜』 |
| あなたの愛になりたい                        | テレビ朝日系『土曜ワイド劇場』エンディングテーマ                                                    | シングル「あなたの愛になりたい」         |
| Woman                                       | ジュエリー・ツツミ CMソング                                                                         | シングル「あなたの愛になりたい」         |
| 初めての恋                                  | ポンペイの壁画展 イメージソング 日本テレビ系『全日本プロレス中継30』1997年4-5月期エンディングテーマ | アルバム『果実』                         |
| 地図のない地球                              | 大同生命 CMソング                                                                                   | アルバム『果実』                         |
| Change                                      | 森永乳業『アロエヨーグルト』CMソング                                                                | シングル「Change」                       |
| 虹の地球                                    | NHK総合『夢用絵の具』主題歌                                                                         | シングル「Change」                       |
| 交差点                                      | ロッテ『バッカス&ラミーチョコ』CMソング                                                             | シングル「交差点」                       |
| あなたを愛している                          | NHK BSドラマ『チョコレート革命』主題歌                                                              | シングル「あなたを愛している」           |
| ブルーの季節                                | クレール&ガレロ CMソング                                                                            | アルバム『Snowdrop』                     |
| 2nd Hometown                                | 関西テレビ・フジテレビ系『発掘!あるある大事典』エンディングテーマ                                   | シングル「2nd Hometown」                 |
| 菜種時雨 〜natane shigure〜                 | NHK『みんなのうた』2003年2-3月期 放送曲                                                             | アルバム『やまとなでしこ』               |
| 思い出す度 愛おしくなる                     | TBS系『ひるおび!』エンディングテーマ                                                                | シングル「思い出す度 愛おしくなる」      |
| 愛はどこに (KoN with 辛島美登里)            | 東海テレビ・フジテレビ系昼ドラ「赤い糸の女」主題歌                                                  | ミニアルバム『KoN 〜Nuevo Impacto〜』    |

### 楽曲提供
太字は辛島自身もセルフカバーを行っている楽曲。
- KoN

「愛はどこに」（作詞）作曲：多田慎也
- 浅野ゆう子

「シンシア〜あなたにあえたから」（作詞・作曲）編曲：萩田光雄
- 浦西真理子

「Faraway」（作詞・作曲）編曲：加藤みちあき（名古屋テレビアニメ『鎧伝サムライトルーパー』主題歌）
- 斉藤由貴

「手をつなごう」（作詞・作曲）編曲：上杉洋史
- 酒井法子

「横顔」（作詞・作曲）編曲：十川知司
- 島田奈美

「夢のバルコニー」（作詞・作曲）編曲：山本健司
- 高垣彩陽

「風になる」（作詞）作曲：植松伸夫　編曲：成田勤
- 永井真理子　全曲編曲：根岸貴幸

「瞳・元気」（作曲）作詞：只野菜摘・辛島美登里
「SO BAD」（作曲）作詞：只野菜摘
「20才のスピード」（作曲）作詞：亜伊林
「Fight!」（作曲）作詞：亜伊林
「Dear My Friend」（作曲）作詞：只野菜摘
「50/50」（作曲）作詞：永野椎菜
「Keep On“Keeping On”」（作曲）作詞：永野椎菜
「今、君が涙を見せた」（作曲）作詞：永野椎菜
「夏のはじまり」（作曲）作詞：浅田有理
「揺れているのは」（作曲）作詞：亜伊林
- 夏川りみ

「微笑みにして」（作詞・作曲）編曲：京田誠一
- 西田ひかる

「ともだちになりたい」（作詞・作曲）編曲：松本晃彦
- 林原めぐみ

「COME TRUE…」（作曲）作詞：永野椎菜　編曲：多田彰文
「Follw you, Follow me」（作詞・作曲）編曲：多田彰文
「GO ALONG! GO AROUND!!」（作曲）作詞：永野椎菜　編曲：多田彰文
「夢を追いかけて」（作詞・作曲）編曲：多田彰文
「虹色のSneaker」（作詞・作曲）編曲：村瀬恭久
「恋のScramble Race」（作曲）作詞：西脇唯　編曲：村瀬恭久
「夜明けのShooting Star」（作詞・作曲）編曲：矢萩秀明
「プリズムアイ」（作詞・作曲）編曲：矢萩秀明
「浜辺のダイアリー」（作詞・作曲）編曲：矢萩秀明
「Hold You」（作詞・作曲）編曲：矢萩秀明
「負けないで、負けないで…」（作詞・作曲）編曲：十川知司
「頑張って、頑張って…」（作詞・作曲）編曲：村山達哉
- 観月ありさ

「Sepiaの鼓動」（作詞・作曲）編曲：岸村正実
「揺れてマイ・ハート」（作詞・作曲）編曲：岸村正実
「春のとびら」（作詞・作曲）編曲：村瀬恭久
「素直になりたい」（作詞・作曲）編曲：京田誠一
- 森口博子

「水色のくちぶえ」（作曲）作詞：小林まさみ　編曲：大谷和夫
「What a handsome woman」（作曲）作詞：亜伊林　編曲：大谷和夫
- ヤン・スギョン

「いつかきっと微笑みへ」（作詞・作曲）編曲：若草恵（フジテレビ系列ドラマ『ジュニア・愛の関係』主題歌）

### 映画
- bird call

出演: 鈴木えみ、奥田恵梨華、田中圭、嶋田久作
監督:井上春生
- ハミングライフ

出演:西山茉希、井上芳雄、佐伯日菜子
監督:窪田崇
- 幕が上がる（2015年2月28日）- 明美ちゃんのお母さん 役

### テレビ出演
- NHKドラマ新銀河「ラスト・ラブ」 - バーで弾き語りをするシンガー 役（主題歌を歌っていた縁から出演[要出典]）
- クロスカヴァー・ソングショー #13 杉山清貴×辛島美登里〈前編〉・#14 杉山清貴×辛島美登里〈後編〉（2015年8月5日、12日〈初回放送・リピート放送あり〉、歌謡ポップスチャンネル）[15]
- 5時に夢中（2015年12月17日、2024年3月21日、TOKYO MX）[16]

### ラジオ出演
- FMリクエストアワー（1990年頃 - 1991年3月、NHK-FM、土曜15:00 - 18:00） - パーソナリティ
- ミュージックスクエア（1994年度、NHK-FM、木曜21:00 - 22:45） - パーソナリティ
- ニューミュージックマインドポップス（1990年10月 - 1991年9月、TBSラジオ、日曜23:05 - 0:00） - パーソナリティ
- 辛島美登里 こころん、ふるさと（2015年10月4日 - 2016年9月25日、TBSラジオ[17]） - パーソナリティ
- 辛島美登里シルキーパーセッジ（文化放送）
- 辛島美登里 貴方とジェントリーナイト（1990年10月8日 - 1991年4月4日、中部日本放送） - パーソナリティ
- NISSAN あ、安部礼司〜BEYOND THE AVERAGE（2013年8月4日放送、TOKYO FM） - 本人役
- アフタヌーン・パラダイス（2022年4月5日 - 、エフエム世田谷・ミュージックバード） - パーソナリティ

### CM
- 九州電力

### 著書
1. 今日も私は悩まない。（1994年、角川書店 ISBN 4-04-883372-3）
2. 私は恋だけじゃ、嫌（や）です。（2000年、講談社 ISBN 4-06-210125-4）
3. 「半熟女」で、ちょうどいい。（2007年、マガジンハウス ISBN 978-4-8387-1822-1）

#### 連載
- みどり亀通信（コスモポリタン、集英社）で連載していた（終了）[いつ?]）
- 南日本新聞夕刊で2005年から2008年まで隔週（当初は火曜日、2007年6月13日以降は隔週水曜日）でコラムを連載した[18]。なお、南日本新聞の夕刊は現在は廃刊となっているが、最終回のコラムは夕刊に関する話であった。

## その他
父方の先祖が、大分の宇佐神宮で禰宜をしていた。名前は「辛島勝（カラシマノスグリ）」。1991年3月まで持ち回りでパーソナリティを務めていたNHK-FMの生放送番組『FMリクエストアワー』最終回（1991年3月30日放送）で、リスナー投稿により明らかになった。これに対し本人も「辛島村（現：宇佐市大字辛島）にはいまでも辛島姓の人が多い」とコメント。
1990年ころ、朝日新聞の「声」欄に、いじめについて投稿したことがある。鹿児島県が制定する「薩摩大使」の一人。
テレビ朝日『タモリ倶楽部』の名物コーナー「空耳アワー」のオープニングタイトルを歌っている「HIROSHI&MIDORI」のMIDORIは、辛島美登里である。同番組には本人も数回出演しており、1996年の特番に出演した際、歌声を録音したオープンリールテープをタモリに手渡し、それ以来オープニングで流れるようになった。なお辛島自身も作品を投稿したが出演者から高い評価は得られず、番組終了時に「代わりにお土産がほしい」とジャンパー、Tシャツ、手ぬぐいを持ち帰った。過去、自らがDJを務めたFM番組で類似のコーナーを設け、リスナーからの投稿を募集していたこともある。
テレビ朝日『ミュージックステーション』では、タモリに「辛島先生」と呼ばれている。タモリは、厳しい女性教師イコール元女子高等師範学校のお茶の水女子大または奈良女子大卒というイメージを持っていたため、家庭科の教員免許を持っている辛島を尊敬の意味を込めて「辛島先生」と呼び始め「こんな先生がいたら叱られたい」とまで言ってるが、辛島は「先生じゃないです」と困惑している。『タモリ倶楽部』の「空耳アワー」出演時に下ネタが出たときは、タモリから「先生叱ってやってください!」と言われる。
『HEY!HEY!HEY! MUSIC CHAMP』初出演の際、自分が見た夢について長時間にわたり説明、司会のダウンタウンに「今まで（出演した人の中）で一番しゃべる人でした」とコメントされ、二回目の出演時には松本人志から「（前回の出演時には）お前の番組（冠番組）か〜と思いました」とコメントされた。
2000年8月16日 キリンチャレンジカップ（日本代表 vs. UAE代表）で国歌君が代独唱を行った。
2008年4月開校の鹿児島県立霧島高等学校の校歌「霧島の空〜Walking To The Future〜」を作詞・作曲。開校式に出席して披露した。大隅半島の応援ソング「一歩一歩ずつ」も制作、鹿児島限定で発売（Webでも購入可能）。
2009年5月20日福岡 Yahoo! JAPANドームで開催の「外為どっとコム Presents I LOVE FX ナイター」福岡ソフトバンクホークスVS阪神タイガース戦にて国歌独唱をした。